# Freek van de Graaff
Frederik (Freek) van de Graaff (Oegstgeest, 20 februari 1944 - Den Haag, 24 juni 2009) was een Nederlandse roeier. Hij nam eenmaal deel aan de Olympische Spelen en won bij die gelegenheid een medaille.
Hij behaalde de bronzen medaille in de vier met stuurman op de Olympische Spelen van 1964 in Tokio. Met een tijd van 7.06,46 eindigde de Nederlands roeiploeg achter Duitsland en Italië, die in respectievelijk 7.00,44 en 7.02,84 over de finish kwamen.
Hij studeerde aan de TH in Delft en was lid van de Delftsche Studenten RoeiVereeniging Laga. Later was hij werkzaam als fysiotherapeut.

## Palmares

### Roeien (vier met stuurman)
- 1964:  OS - 7.06,46

Lex Mullink · 
Jan van de Graaff · 
Freek van de Graaff · 
Bobbie van de Graaf · 
Marius Klumperbeek (stuurman)